# 德爾科 (北卡羅萊納州)
德爾科（英語：Delco）是位於美國北卡羅萊納州哥倫布縣的普查規定居民點。

## 人口
根據2020年美國人口普查的數據，德爾科的面積為3.91平方千米，皆為陸地。當地共有人口287人，而人口密度為每平方千米73.4人。